# Karin Knapp
Karin Knapp (Bruneck, 28 juni 1987) is een voormalig professioneel tennisspeelster uit Italië. Op 12 mei 2018 beëindigde ze haar professionele tennisloopbaan.

## Loopbaan

### Enkelspel
Tijdens Roland Garros 2007, haar debuut op de grandslamtoernooien, bereikte zij de derde ronde. In de tweede ronde versloeg zij Aljona Bondarenko met 6-4, 2-6 en 6-3. In de derde ronde verloor zij nipt van Patty Schnyder met 6-4, 1-6 en 5-7.
Knapp speelde haar eerste WTA-finale tijdens het toernooi van Antwerpen in 2008. Zij bereikte die finale door in de kwartfinale Patty Schnyder naar huis te sturen met 6-2, 6-7 en 7-6 en in de halve finale Li Na te verslaan met 6-4 en 7-6. In de finale verloor zij van Justine Henin met 3-6 en 3-6.
In 2014 greep Knapp haar eerste WTA-titel, op het toernooi van Tasjkent. Zij wist het toernooi te winnen zonder ook maar één set prijs te geven.

### Dubbelspel
Knapp was in het dubbelspel minder actief dan in het enkelspel. Ze bereikte voor de eerste keer een WTA-finale, op het toernooi van Palermo in 2007, samen met landgenote Alice Canepa. Zij waren door een wildcard tot het toernooi toegelaten, gingen van start met het bedwingen van het eerste reekshoofd (Maria Elena Camerin en Émilie Loit) en klopten tevens het als vierde geplaatste Poolse koppel Klaudia Jans en Alicja Rosolska. In de eindstrijd moesten zij hun meerdere erkennen in Marija Koryttseva en Darija Koestova.
Daarna speelde ze nog twee WTA-finales, die ze echter telkens verloor.

## Posities op deWTA-ranglijst
Positie per einde seizoen:
| jaar | rang enkelspel | rang dubbelspel |
| ---- | -------------- | --------------- |
| 2014 | 966            | 404             |
| 2016 | 144            | 539             |
| 2015 | 51             | 50              |
| 2014 | 56             | 109             |
| 2013 | 41             | 447             |
| 2012 | 123            | 199             |
| 2011 | 158            | 328             |
| 2010 | 478            | –               |
| 2009 | 205            | 781             |
| 2008 | 80             | 958             |
| 2007 | 51             | 164             |
| 2006 | 123            | 294             |
| 2005 | 306            | 462             |
| 2004 | 594            | 755             |
| 2003 | 746            | –               |

## Palmares
| Legenda                | Legenda                  |
| ---------------------- | ------------------------ |
| Grandslamtoernooi      |                          |
| Olympische Spelen      |                          |
| Year-End Championships |                          |
| tot 2009               | 2009 – 2020 / vanaf 2021 |
| Tier I                 | Premier Mandatory        |
| Tier II                | Premier Five / WTA 1000  |
| Tier III               | Premier / WTA 500        |
| Tier IV & V            | International / WTA 250  |
|                        | Challenger / WTA 125     |

### WTA-finaleplaatsen enkelspel
| nr.              | finale     | toernooi        | ondergrond | tegenstandster    | score         |         |
| ---------------- | ---------- | --------------- | ---------- | ----------------- | ------------- | ------- |
| gewonnen finales |            |                 |            |                   |               |         |
| 1.               | 2014-09-13 | WTA Tasjkent    | hardcourt  | Bojana Jovanovski | 6-2, 7-6      | details |
| 2.               | 2015-05-23 | WTA Neurenberg  | gravel     | Roberta Vinci     | 7-6, 4-6, 6-1 | details |
| verloren finales |            |                 |            |                   |               |         |
| 1.               | 2008-02-17 | WTA Antwerpen   | hardcourt  | Justine Henin     | 3-6, 3-6      | details |
| 2.               | 2015-07-26 | WTA Bad Gastein | gravel     | Samantha Stosur   | 6-3, 6-7, 2-6 | details |

### WTA-finaleplaatsen vrouwendubbelspel
| nr.              | finale     | toernooi      | ondergrond | partner          | tegenstandsters                   | score            |         |
| ---------------- | ---------- | ------------- | ---------- | ---------------- | --------------------------------- | ---------------- | ------- |
| gewonnen finales |            |               |            |                  |                                   |                  |         |
| Geen             |            |               |            |                  |                                   |                  |         |
| verloren finales |            |               |            |                  |                                   |                  |         |
| 1.               | 2007-07-22 | WTA Palermo   | gravel     | Alice Canepa     | Marija Koryttseva Darija Koestova | 4-6, 1-6         | details |
| 2.               | 2014-07-13 | WTA Boekarest | gravel     | Çağla Büyükakçay | Elena Bogdan Alexandra Cadanțu    | 4-6, 6-3, [5-10] | details |
| 3.               | 2015-04-12 | WTA Katowice  | hardcourt  | Gioia Barbieri   | Ysaline Bonaventure Demi Schuurs  | 5-7, 6-4, [6-10] | details |

## Resultaten grandslamtoernooien
| Legenda | Legenda                          |
| ------- | -------------------------------- |
| g.t.    | geen toernooi gehouden           |
| l.c.    | lagere categorie                 |
| –       | niet deelgenomen                 |
| G       | uitgeschakeld in de groepsfase   |
| 1R      | uitgeschakeld in de eerste ronde |
| 2R      | uitgeschakeld in de tweede ronde |
| 3R      | uitgeschakeld in de derde ronde  |
| 4R      | uitgeschakeld in de vierde ronde |
| KF      | uitgeschakeld in de kwartfinale  |
| HF      | uitgeschakeld in de halve finale |
| F       | de finale verloren               |
| W       | het toernooi gewonnen            |
| w-v     | winst/verlies-balans             |

### Enkelspel
| Toernooi        | 2007 | 2008 | 2009 |    | 2011 | 2012 | 2013 | 2014 | 2015 | 2016 | 2017 |
| --------------- | ---- | ---- | ---- | -- | ---- | ---- | ---- | ---- | ---- | ---- | ---- |
| Australian Open | –    | 1R   | 2R   | –  | –    | 1R   | 2R   | 1R   | –    | 1R   |      |
| Roland Garros   | 3R   | 3R   | –    | –  | –    | 1R   | 1R   | 1R   | 3R   | –    |      |
| Wimbledon       | 1R   | –    | –    | –  | 1R   | 4R   | 1R   | 1R   | 1R   | –    |      |
| US Open         | 2R   | 1R   | –    | 1R | –    | 3R   | 1R   | 2R   | 1R   | –    |      |

### Vrouwendubbelspel
| Toernooi        | 2007 | 2008 | 2009 |    | 2013 | 2014 | 2015 | 2016 | 2017 |
| --------------- | ---- | ---- | ---- | -- | ---- | ---- | ---- | ---- | ---- |
| Australian Open | –    | 1R   | 1R   | –  | 2R   | 2R   | –    | 2R   |      |
| Roland Garros   | 1R   | –    | –    | –  | 3R   | 3R   | 1R   | –    |      |
| Wimbledon       | –    | –    | –    | –  | 1R   | 3R   | –    | –    |      |
| US Open         | 1R   | 1R   | –    | 1R | 1R   | 3R   | –    | –    |      |